# Lycée Lakanal
El liceu Lakanal (Lycée Lakanal) és un centre públic d'ensenyament secundari situat a Sceaux, Alts del Sena, França, a l'àrea metropolitana de París. Deu el seu nom a Joseph Lakanal, polític francès i membre fundador de l'Institut de França. L'escola també ofereix una escola d'ensenyament mitjà i una formació de pregrau, classes preparatòries d'alt nivell. Famosos científics i escriptors francesos s'han graduat al lycée Lakanal, com Jean Giraudoux, Alain-Fournier i Frédéric Joliot-Curie.
Diversos antics alumnes han passat a integrar les grandes écoles, entre les quals hi ha HEC Paris.

## Ex-alumnes famosos
- Maurice Allais, un economista, físic i professor universitari francès
- René Baire, un matemàtic francès
- Cédric Klapisch, un guionista, actor, productor i director de cinema francès
- Marie NDiaye, una escriptora francesa de pare senagalès i mare francesa
- Charles Péguy, un poeta, assagista i editor francès